# Les Petits Poucets
Pour les articles homonymes, voir Le Petit Poucet (homonymie).
Pour plus de détails, voir Fiche technique et Distribution.
Les Petits Poucets est un film français réalisé par Thomas Bardinet, sorti en 2008.

## Fiche technique
- Titre : Les Petits Poucets
- Réalisation : Thomas Bardinet
- Scénario : Thomas Bardinet
- Production : Les Films de la capucine, en association avec Cofinova 2
- Photographe : Xavier Cantat
- Pays d'origine :  France
- Format : couleur - Dolby Surround - 35 mm
- Genre : thriller
- Durée : 105 minutes
- Date de sortie : 2 avril 2008

## Distribution
- Christophe Alévêque : Arthur
- Marie-Christine Laurent : Laetitia
- Jean-Jacques-Vanier : Baptiste
- Mireille Roussel : Caroline
- Léo Bardinet :
- Vincent Bardinet :
- Manon Lepage :